# Trstěnice (district de Znojmo)
Pour les articles homonymes, voir Trstěnice.
Trstěnice (en allemand : Stiegnitz) est une commune du district de Znojmo, dans la région de Moravie-du-Sud, en République tchèque. Sa population s'élevait à 549 habitants en 2020.

## Géographie
Trstěnice se trouve à 11 km au sud-ouest de Moravský Krumlov, à 18 km au nord-est de Znojmo, à 38 km à l'ouest-sud-ouest de Brno et à 176 km au sud-est de Prague.
La commune est limitée par Horní Kounice et Čermákovice au nord, par Džbánice et Skalice à l'est, par Morašice au sud, et par Horní Dunajovice, Višňové et Medlice à l'ouest.

## Histoire
La première mention écrite de la localité date de 1204.[réf. nécessaire]